# Мультивсесвіт
Мультивсесвіт, багатосвіт (мультиверс, англ. multiverse, англ. meta-universe) це гіпотетична множина всіх можливих паралельних всесвітів (включно з тим, де ми знаходимося). Уявлення про структуру такого Мультивсесвіту, природу кожного всесвіту, що входить до складу Мультивсесвіту, та відносини між цими Всесвітами залежать від обраної гіпотези.
Вважається, що разом ці всесвіти складають усе, що існує: повноту існування космосу, часу, матерії, енергії, інформації та фізичні закони і константи, які їх описують. Різні всесвіти в межах мультивсесвіту називаються "паралельними Всесвітами", "плоскими Всесвітами", "іншими Всесвітами", "альтернативними Всесвітами", "багатьма Всесвітами", "площинними Всесвітами",  або "багатьма світами". Одне з поширених припущень полягає в тому, що мультивсесвіт є «латаним килимом із окремих всесвітів, усі пов’язані одними й тими самими законами фізики».

## У науці
Різні гіпотези про існування мультивсесвіту висловлювалися фахівцями з космології та астрономії, фізиками, філософами, фантастами.
Термін «мультивсесвіт» був створений в 1895 році філософом і психологом Вільямом Джеймсом, його популяризував письменник-фантаст Майкл Муркок. Часто використовуються також такі терміни, як «альтернативні всесвіти», «альтернативні реальності», «паралельні всесвіти» або «паралельні світи».
Можливість існування мультивсесвіту породжує різні наукові, філософські і теологічні питання. Ця ідея активно використовується, наприклад, в теорії струн. Припущення про існування мультивсесвіту використовується також в одній з інтерпретацій квантової механіки.

### Класифікація Тегмарка
Макс Тегмарк виклав припущення, що будь-якому математично несуперечливому набору фізичних законів відповідає незалежний, але реально існуючий всесвіт. Це припущення, хоча й не піддається експериментальній перевірці, привабливе тим, що знімає питання, чому спостережувані фізичні закони і значення фундаментальних фізичних констант саме такі (див. Точно вивірений Всесвіт).
Тегмарк запропонував наступну класифікацію світів, за межами нашого:

#### Рівень 3: багатосвітова інтерпретація квантової механіки
Включає всесвіти що виникають у рамках багатосвітової інтерпретації квантової механіки.

#### Рівень 4: кінцевий ансамбль
Включає всі всесвіти, що реалізують ті чи інші математичні структури.

## У філософії та логіці

### Модальний реалізм
Можливі світи — один із засобів інтерпретації ймовірності, гіпотетичних суджень тощо. У зв'язку з цим, низка філософів, зокрема Девід Льюїс, стверджують, що будь-який можливий світ реалізується, оскільки можливість і дійсність — дві додаткові властивості одного й того ж світу. Відповідно, що є можливістю, а що дійсністю, залежить від світу, в якому знаходиться спостерігач (ця концепція називається «модальним реалізмом»).

## У релігійних традиціях

### Індуїзм
Концепція множинних світів неодноразово згадується в індуїстських Пуранах, зокрема в Бхаґавата-Пурана 
:
Ти існуєш на початку, в середині і в кінці всього, від самої

маленької частинки космічного прояву — атома — до гігантських

всесвітів і всієї матеріальної енергії. Тим не менш, Ти вічний, не маючи

початку, кінця або середини. Ти сприймаєш, щоб існувати в трьох

цих фазах, і таким чином Ти є незмінним. Коли цей космічний

прояв не існує, Ти існуєш, як початкова потенція…

…Є незліченні всесвіти за межами цього, і попри те, що вони нескінченно великі, вони обертаються в Тобі, подібно до атомів.
(Бхаґавата-Пурана 6.16.36-37) 

## У мистецтві

### Кіно
- Дежа вю
- Початковий код
- Пан Ніхто

## Інтернет-ресурси
- Теорія Мультивсесвіту